# اسري اكبر
اسري اكبر (بالإندونيسية: Asri Akbar) (29 يناير 1984 - ) هو لاعب كرة قدم إندونيسي في مركز الوسط. شارك مع منتخب إندونيسيا لكرة القدم. أما مع النوادي، فقد لعب مع برسيب باندونغ وبي إس إم إس ميدان ونادي سريويجايا ونادي سيمين بادانغ وPSM Makassar ‏ وPersiba Balikpapan ‏ وPersim Maros ‏.

## روابط خارجية
- اسري اكبر على موقع قاعدة بيانات كرة القدم.إي يو (الإنجليزية)
- اسري اكبر على موقع Soccerway.com (الإنجليزية)